# اله‌فانتروپین
اله‌فانتروپین (به انگلیسی: Elephantopin) یک ترکیب شیمیایی با شناسه پاب‌کم ۲۶۴۷۴۳ است. 